# 사타케 요시마사 (1728년)

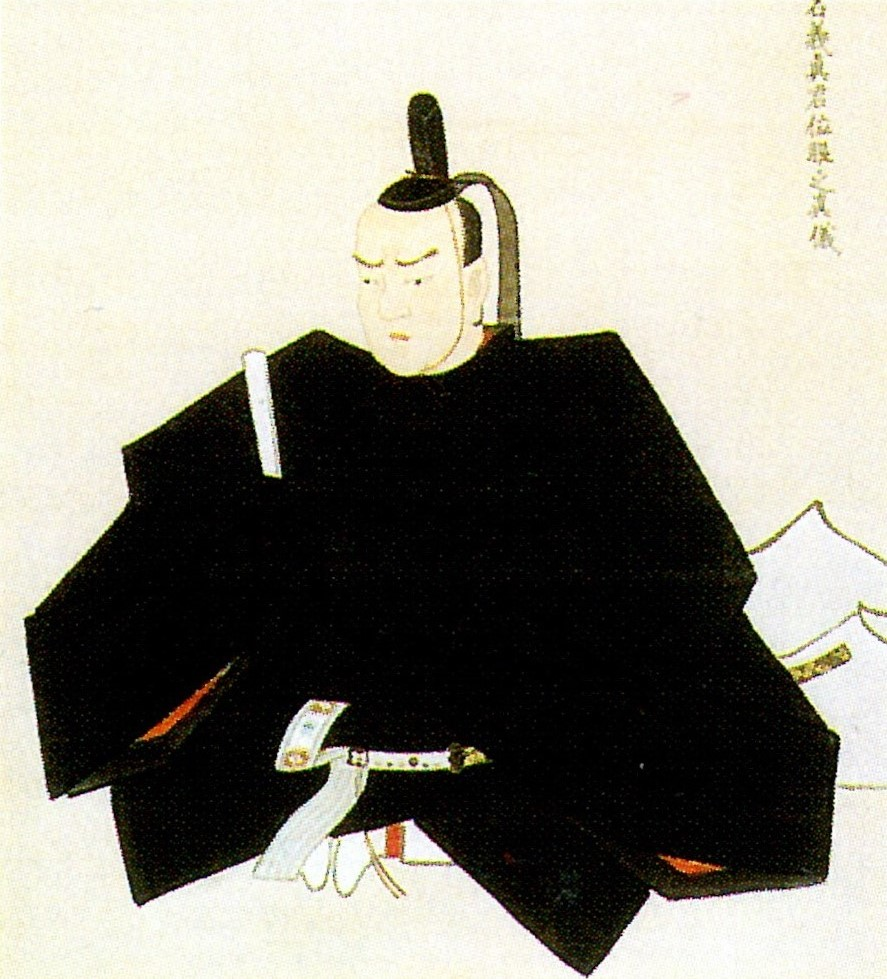
사타케 요시마사

사타케 요시마사(일본어: 佐竹義真, 1728년 9월 1일 ~ 1753년 9월 17일)는 일본 에도 시대의 다이묘로, 구보타 번의 6대 번주이다. 어릴적 이름은 사키치(左吉), 도쿠주마루(徳寿丸)이며, 통칭은 지로(次郎)이다. 관위는 종4위하, 시종, 사효에노카미(左兵衛督)이다.
교호 13년(1728년), 구보타 신덴 번주 사타케 요시카타의 맏아들로 태어났다. 아버지 요시카타는 교호 17년(1732년)에 후계자가 없던 구보타 번 5대 번주 사타케 요시미네의 양자가 되었으나, 요시카타도 간포 2년(1742년)에 사망하면서, 4월 19일 그의 아들 요시마사가 요시미네의 적자가 되었다. 엔쿄 원년(1744년) 9월 1일, 쇼군 도쿠가와 요시무네를 알현하였고, 엔쿄 3년(1746년)에 종4위하의 관위에 서임되었다. 간엔 2년(1749년) 10월 16일 요시미네가 사망하자 그 뒤를 이어 번주가 되었고, 같은해 12월 18일에 시종으로 임관하였다. 호레키 3년(1753년), 구보타 성에서 26세의 나이로 사망하였다. 그의 죽음에 대해 에도 시대의 고단에서는 독살이라고 전하고 있다. 자녀가 없어 이와사키 번주 사타케 요시미치의 맏아들 사타케 요시하루가 그 뒤를 이었다.
| 전임 사타케 요시미네 | 제6대 구보타 번 번주 1749년 ~ 1753년 | 후임 사타케 요시하루 |